# Parques nacionales de Cuba
En el año 2013 había catorce parques nacionales en Cuba. Los ecosistemas protegidos son muy diversos - cayos y arrecifes de coral (jardines de la Reina, cayos de San Felipe), humedales (Ciénaga de Zapata), selvas tropicales (Alejandro de Humboldt, Pico Cristal) o campo de mogotes (valle de Viñales). La superficie terrestre total de los parques nacionales es de 5 142 km² - lo que representa un poco menos de 5% del territorio nacional cubano. 

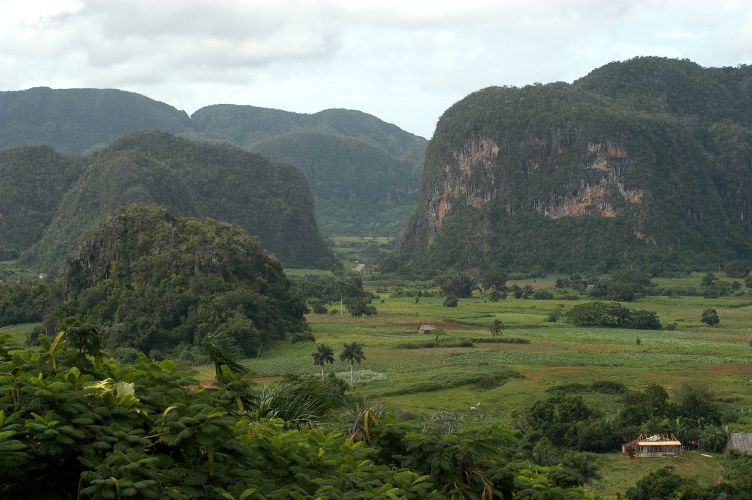
Viñales.
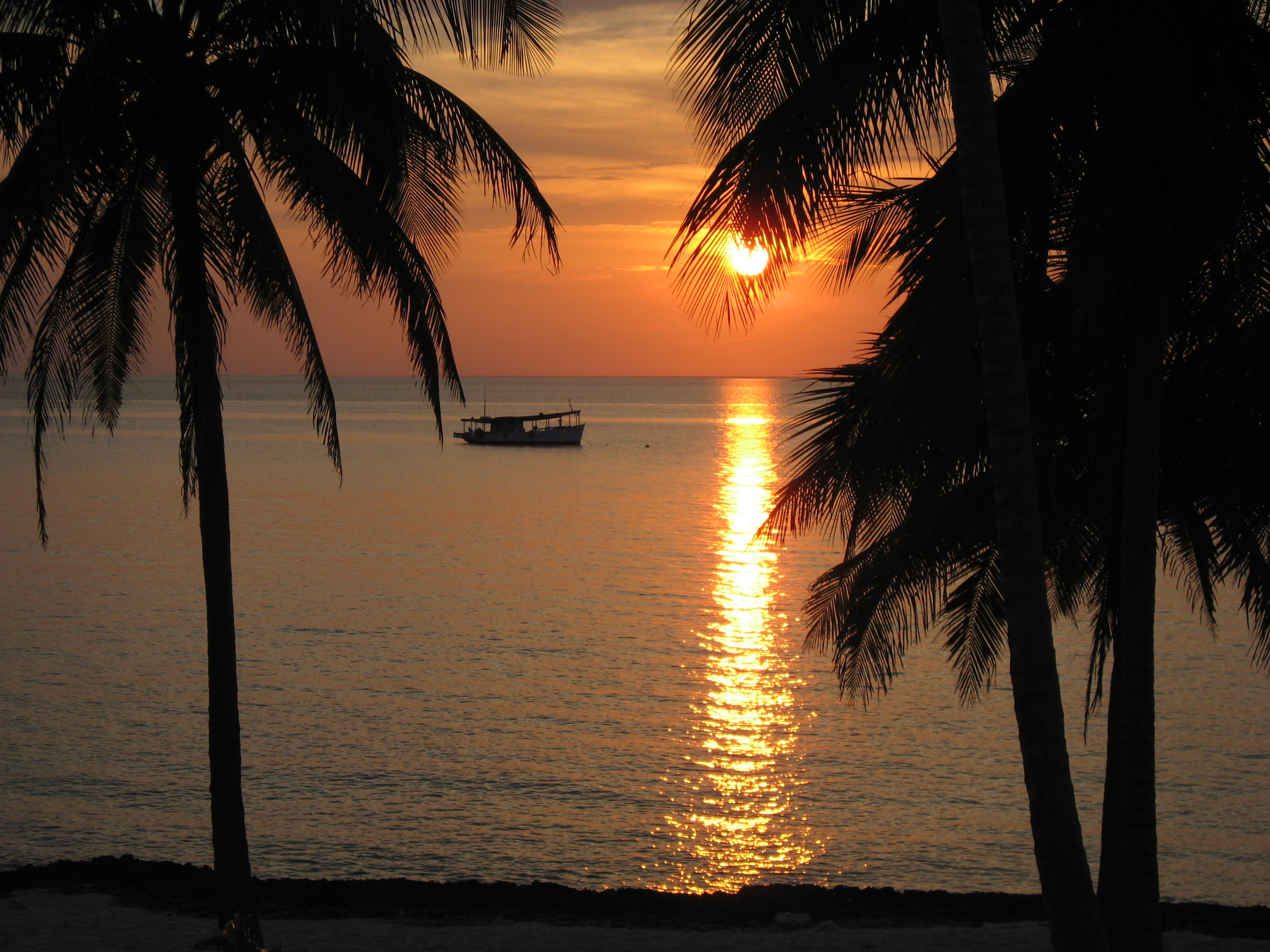
Guanahacabibes.
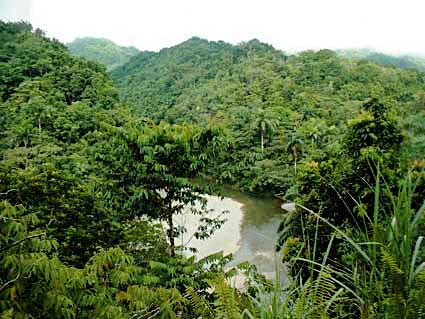
Alejandro de Humboldt.
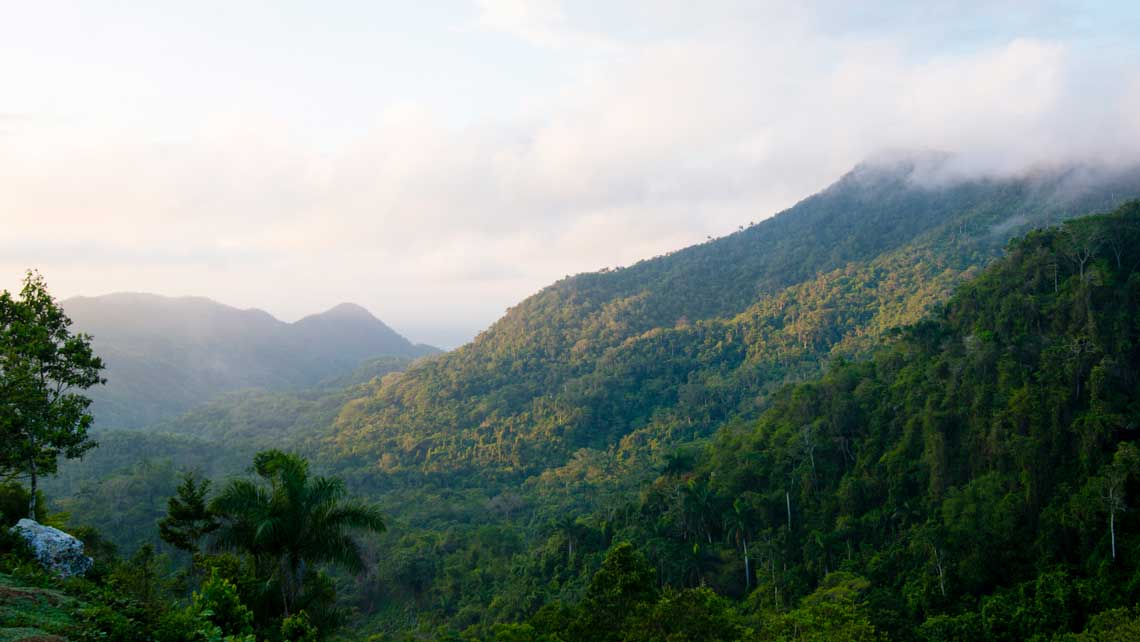
Pico Cristal.

| num                              | Parque nacional       | Extensión   | Extensión  | Extensión  | Provincia                 |
| num                              | Parque nacional       | terrestrial | marina     | total      | Provincia                 |
| -------------------------------- | --------------------- | ----------- | ---------- | ---------- | ------------------------- |
| 1                                | Valle de Viñales      | 11 120 ha   | 0 ha       | 11 120 ha  | Pinar del Río             |
| 2                                | Guanahacabibes        | 23 880 ha   | 15 950 ha  | 39 830 ha  | Pinar del Río             |
| 3                                | Cayos de San Felipe   | 2 041 ha    | 24 209 ha  | 26 250 ha  | Pinar del Río             |
| 4                                | Punta Francés         | 1 562 ha    | 3 036 ha   | 4 598 ha   | Isla de la Juventud       |
| 5                                | Ciénaga de Zapata     | 281 861 ha  | 137 060 ha | 418 921 ha | Matanzas                  |
| 6                                | Los Caimanes          | 114 ha      | 28 717 ha  | 28 831 ha  | Villa Clara               |
| 7                                | Caguanes              | 8 500 ha    | 11 990 ha  | 20 490 ha  | Sancti Spíritus           |
| 8                                | Jardines de la Reina  | 16 079 ha   | 199 472 ha | 215 551 ha | Ciego de Ávila - Camagüey |
| 9                                | Desembarco del Granma | 26 180 ha   | 6 396 ha   | 32 576 ha  | Granma                    |
| 10                               | Turquino              | 23 210 ha   | 0 ha       | 23 210 ha  | Granma - Santiago de Cuba |
| 11                               | Pico Bayamesa         | 24 210 ha   | 0 ha       | 24 210 ha  | Granma - Santiago de Cuba |
| 12                               | Mensura-Pilotos       | 8 486 ha    | 0 ha       | 8 486 ha   | Holguín                   |
| 13                               | Pico Cristal          | 18 540 ha   | 0 ha       | 18 540 ha  | Holguín                   |
| 14                               | Alejandro de Humboldt | 68 430 ha   | 2 250 ha   | 70 680 ha  | Holguín - Guantánamo      |
|                                  | TOTAL                 | 514 213 ha  | 429 081 ha | 943 293 ha |                           |
| 2 1 3 4 5 6 7 8 9 10 11 12 13 14 |                       |             |            |            |                           |